# کوتریوس (میزوری)
کوتریوس (به انگلیسی: Courtois) یک منطقهٔ مسکونی در ایالات متحده آمریکا است که در میزوری واقع شده‌است. کوتریوس ۲۷۴ متر بالاتر از سطح دریا واقع شده‌است.